# جنين الصفا (إربد)
جنين الصفا هي إحدى قرى لواء الكورة التابع لمحافظة إربد، بالأردن. يحدها من الشمال قضاء الطيبة ومن الشرق قرية سموع ومن الجنوب أرخيم وهي عبارة عن أراضٍ زراعية يملكها سكان جنين الصفا، أما من الجنوب الغربي فتحدها قرية مرحبا ودير أبو سعيد (مركز لواء الكورة). وهي من أجمل المناطق في الأردن.

## الآثار
في القرية أيضا معالم أثرية تعود إلى فترة ما قبل الميلاد وفترة الحكم الروماني والعهد البيزنطي واكتشف حديثا كنيسة تعود إلى البيزنطيين وهي بشكل عام منتجع سياحي طبيعي رائع.